# 练俊杰
练俊杰（2000年11月3日—），广西壮族自治区梧州市人，中国男子跳水运动员。他曾获得2017年世界游泳锦标赛和2019年世界游泳锦标赛跳水比赛混合双人10米跳台金牌。 2024年巴黎奥运会与队友杨昊获跳水男子双人10米台金牌。